# Topco (Areva)
Topco est une ancienne entreprise française du nucléaire réunissant les entreprises Framatome (Franco-américaine de constructions atomiques), Cogema (Compagnie générale des matières nucléaires) et CEA Industrie (filiale du Commissariat à l'énergie atomique). Après seulement trois mois d'existence, elle devient le groupe nucléaire français Areva (devenu Orano le 23 janvier 2018).

## Histoire
En novembre 2000, Laurent Fabius, alors ministre français de l'économie et des finances, annonce une restructuration de l'industrie nucléaire française. 
Le 16 juin 2001, lors du conseil d'administration de CEA-Industrie, les 3 entreprises Framatome, Cogema et CEA Industrie se sont mises d'accord sur les valorisations des sociétés qui doivent donner naissance au groupe Topco.
La création de Topco intervient en juin 2001, après trois conseils d'administration : celui de Cogema, de Framatome et du CEA-Industrie. Les actionnaires de Topco sont :
- le Commissariat à l'énergie atomique (CEA) 79 % ;
- les actionnaires minoritaires de Framatome (Électricité de France, Alcatel, Framepargne (fonds d'épargne des salariés de Framatome[2])), 6,2 % ;
- les actionnaires minoritaires de Cogema (TotalFinaElf, Entreprise de recherches et d'activités pétrolières (ERAP), Caisse des dépôts), 5,6 % ;
- l’État français 5,2 % ;
- les porteurs de certificats d'investissement 4 % ;

Le 3 juillet 2001, Pascal Colombani est nommé directeur de Topco et Anne Lauvergeon présidente du directoire.
Le 3 septembre 2001, lors de la première et unique assemblée générale du groupe Topco, l'entreprise est renommée Areva.